# Синка-Медио
Синка-Медио (исп. Cinca Medio)  — район (комарка) в Испании, входит в провинцию Уэска в составе автономного сообщества Арагон. Названа по имени реки Синка. На северо-западе граничит с районом Сомонтано-де-Барбастро, на востоке — с районом Ла-Литера, на юге — с районами Бахо-Синка и Монегрос. 
Один из самых населённых районов в Арагоне (40 человек на километр). Главные источники дохода — промышленность и сельское хозяйство.

## Муниципалитеты
1. Альбалате-де-Синка
2. Альколеа-де-Синка
3. Альмуния-де-Сан-Хуан
4. Альфантега
5. Бинасед
6. Монсон
7. Пуэйо-де-Санта-Крус
8. Сан-Мигель-дель-Синка
9. Фонс